# Lyn Jacenko
Lyn Jacenko, född 15 augusti 1953, är en australisk friidrottare. Hon deltog vid olympiska sommarspelen 1972.